# 金剛三昧經
《金剛三昧經》，該經中敘述佛陀入金剛三昧說一乘真實之法，收於《大正藏》法華部，藏譯本是從漢語轉譯。

## 題解
金剛三昧（梵語：Vajra-samādhi），為能通達一切諸法之三昧。因其堅固能斷破一切煩惱，猶如金剛堅固能摧破他物，故稱金剛三昧。

## 傳譯
本經始見於《出三藏記集》〈新集安公涼土異經錄〉（北涼時代，397～439），為失譯經典。《彥琮錄》卷五將其歸入「闕本(舊錄有目而無經本)」，此後，釋靜泰《大唐東京大敬愛寺一切經論目》卷五、《大周錄》卷十二均認定其有目而無本。至《開元釋教錄》，重得此經，記載為「拾遺編入」。
《宋高僧傳》記載一則本經問世的神話，稱本經從「鈐海龍王」宮中傳出，仗新羅國王后之病為增上緣，出此經流傳新羅，而由元曉為之作疏。

## 內容
本經闡釋法空、佛性、如來藏等中國佛教於南北朝時期探討的教說，計分八品：第一序品、第二無相法品、第三無生行品、第四本覺利品、第五入實際品、第六真性空品、第七如來藏品、第八總持品，賅攝當時所流行的諸大乘思想。
達摩《二入四行論》的「二入」說與本經頗為類似，通常認為本經與禪宗關係密切。禪宗僧人道信、堪布摩訶衍、永明延壽的著作，皆引用此經。

## 注解
- （新羅）元曉《金剛三昧經論》三卷
- （明）圓澄《金剛三昧經注解》四卷
- （清）誅震《金剛三昧經通宗記》十二卷
- 釋智諭《金剛三昧經一波記》，2002年，西蓮淨苑

## 考證
經本內容說到「本覺」、「如來藏」，「庵摩羅」，「如來禪」，「九識」，由於雜有許多後起內容和名相，現代研究者多據此斷定本經是在漢地撰作。水野弘元從譯語（淮、河、江、海）以及含有中國特有的五十二位菩薩階位思想，而認為本經在中國成立，約在648-666年間，尹富則認為當在671年前後至702年之間。徐文明說此經應當創自中土，與慧可一系有關。韓國金英泰、美國巴斯維爾等人，則認為此經出自新羅。
于德隆反對本經為漢地撰作之說，主張真諦重譯了《金剛三昧經》，並據此弘傳阿摩羅識理論。

## 外部連結
- 中國疑偽佛典研究 （一）永明延壽與疑偽佛典 （页面存档备份，存于） 釋智學
- 金剛三昧經一波記 （页面存档备份，存于）